# جی‌پی‌تی ۵
جی‌پی‌تی ۵ (انگلیسی: GPT-5) یک مدل زبانی بزرگ چندوجهی است که توسط اوپن‌ای‌آی توسعه یافته و در تاریخ ۷ اوت ۲۰۲۵ عرضه شد. این مدل، هوش مصنوعی خودمختار و پرچم‌دار سری مدل‌های ترنسفورمر تولیدگر از پیش آموزش‌دیده این شرکت است و به عنوان نسل پنجم از مدل‌های اصلی این مجموعه شناخته می‌شود. GPT-5 از طریق چت‌جی‌پی‌تی (هم برای کاربران رایگان و هم پولی) و همچنین از طریق واسط برنامه‌نویسی کاربردی در دسترس است.

## پیش‌زمینه و توسعه
در ۱۴ آوریل ۲۰۲۳، سم آلتمن، مدیر عامل اجرایی اوپن‌ای‌آی، اعلام کرد که این شرکت در آن زمان در حال آموزش GPT-5 نیست و بر توسعه GPT-4 تمرکز دارد. با این حال، در ۱۸ ژوئیه ۲۰۲۳، اوپن‌ای‌آی برای علامت تجاری "GPT-5" در ایالات متحده درخواست ثبت داد و در ۱۳ نوامبر ۲۰۲۳، آلتمن تأیید کرد که این شرکت در حال کار بر روی توسعه GPT-5 است. در اواخر ژوئیه ۲۰۲۵، انتظار می‌رفت که اوپن‌ای‌آی این مدل را در اوایل اوت عرضه کند. در نهایت، در ۶ اوت ۲۰۲۵، اوپن‌ای‌آی با جایگزین کردن حرف "s" در کلمه "livestream" با عدد "5" (live5tream)، قصد خود را برای رونمایی از GPT-5 در رویداد آنلاین ۷ اوت اعلام کرد.

## قابلیت‌های جدید
به گفته سم آلتمن، GPT-5 «به طور قابل توجهی بهتر» از نسخه‌های قبلی خود است و توانایی‌های «در سطح دکترا» را در طیف وسیعی از وظایف ارائه می‌دهد. او این مدل را «گامی مهم در مسیر رسیدن به هوش جامع مصنوعی» توصیف کرد. طبق اعلام اوپن‌ای‌آی، بهبودهای GPT-5 نسبت به مدل‌های قبلی شامل زمان پاسخ‌دهی سریع‌تر، مهارت‌های بهتر در برنامه‌نویسی و نوشتن، پاسخ‌های دقیق‌تر به سؤالات مربوط به سلامتی و سطح پایین‌تر توهم (هوش مصنوعی) است.
GPT-5 همچنین آموزش دیده است تا به پرسش‌های بالقوه مضر، به جای امتناع کامل از پاسخ‌دهی، پاسخ‌های ایمن و سطح بالا ارائه دهد، رویکردی که اوپن‌ای‌آی آن را «تکمیل‌های ایمن» (Safe Completions) می‌نامد. علاوه بر این، این مدل برای ارائه پاسخ‌های انتقادی‌تر و «کمتر موافق» نسبت به نسخه‌های پیشین آموزش دیده است.

## حالت‌های دسترسی و ویژگی‌های دیگر
اگرچه GPT-5 برای همه کاربران رایگان است، اما کاربران پلاس و پرو به ترتیب محدودیت‌های استفاده بیشتری و دسترسی نامحدود به GPT-5 (و دسترسی محدود به GPT-5 Pro) دارند. با معرفی GPT-5، "حالت صوتی پیشرفته" در چت‌جی‌پی‌تی با "صدای ChatGPT" جایگزین شده است که امکان مکالمات طبیعی‌تر را فراهم می‌کند. علاوه بر این، اوپن‌ای‌آی یک حالت جدید به نام "حالت عامل" (Agent mode) را نیز اضافه کرده است. در این حالت، GPT-5 دسکتاپ مجازی خود را راه‌اندازی کرده، از مرورگر خود برای جستجوی اطلاعات در مورد وظیفه استفاده می‌کند و در نهایت خلاصه‌ای با نتایج استخراج شده از منابع مناسب ارائه می‌دهد.